# Mattias Samuelsson

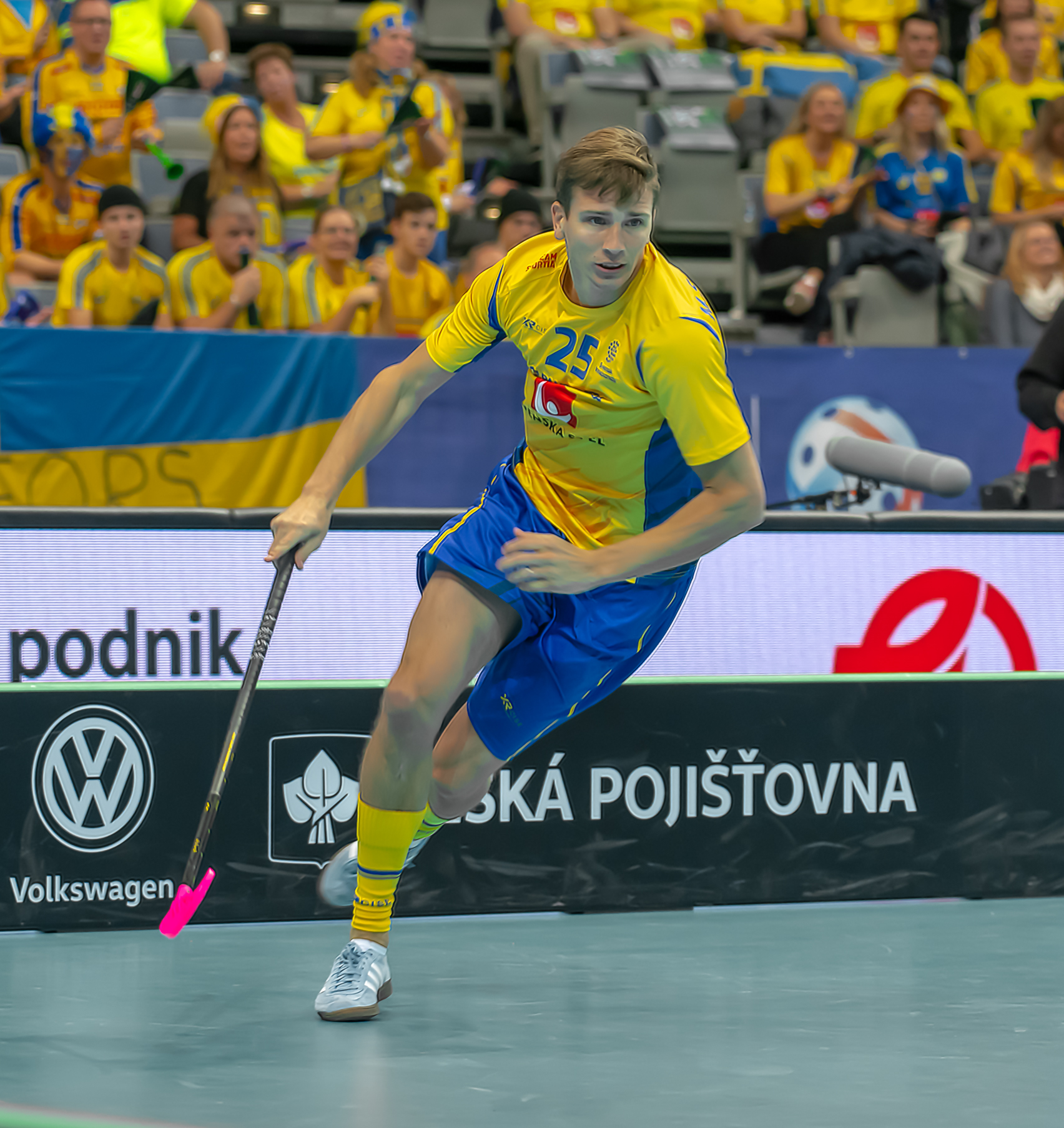

Mattias Samuelsson, född 16 september 1983, är en svensk innebandyspelare som spelat i Storvreta IBK och har spelat i det svenska landslaget till och med 2021. Efter att avslutat karriären 2021 gjorde Samuelsson comeback i Februari 2023 och gjorde succé med sitt Storvreta som vann SM-guld mot IBF Falun. Han kommenterar för närvarande innebandy på SVT som expertkommentator.
Mattias Samuelssons moderklubb är Åkersberga IBF.